# Nintendo-GameCube-Controller

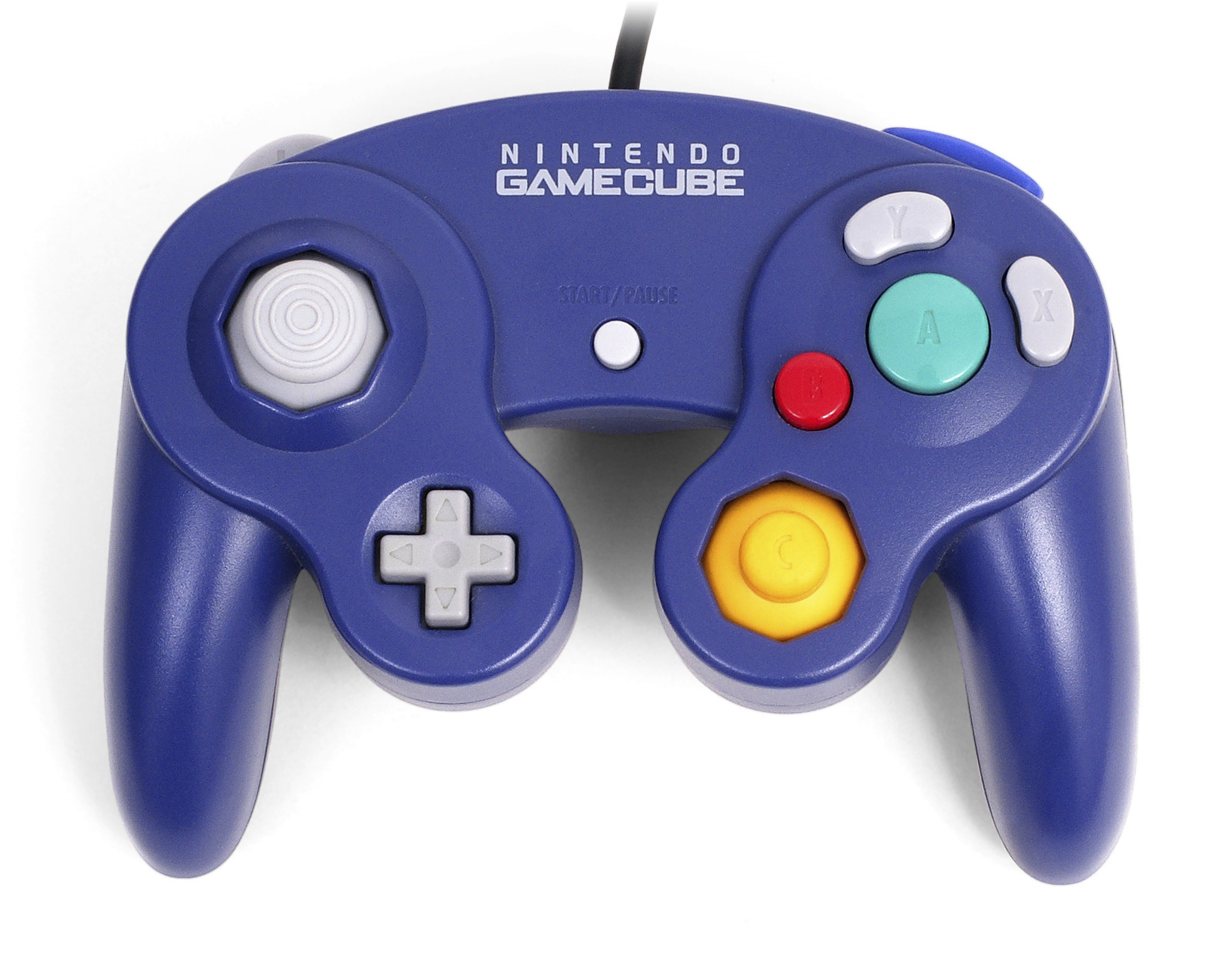
GameCube-Controller in der Farbe Indigo

Der Nintendo-GameCube-Controller (kurz meist GameCube-Controller genannt) ist das primäre Gamepad des Nintendo GameCube.
Er kam am 14. September 2001 in Japan auf den Markt. Es können bis zu vier Controller per Kabel an den Nintendo GameCube angeschlossen werden. Der GameCube-Controller wird von vielen Retro-Fans als einer der bisher besten Videospiel-Controller gesehen. Vorgänger des Nintendo-GameCube-Controller ist der Nintendo-64-Controller des Nintendo 64, Nachfolger ist die Wii Remote bzw. der Wii Classic Controller der Wii. Die Kabellänge beträgt etwa 2 Meter, von zahlreichen Drittherstellern werden Verlängerungskabel angeboten.

## Steuerungselemente
- zwei Analogsticks
- Steuerkreuz
- Start/Pause, A-, B-, Y- und X-Taste
- L-, R- und Z-Schultertaste

## Wavebird-Controller

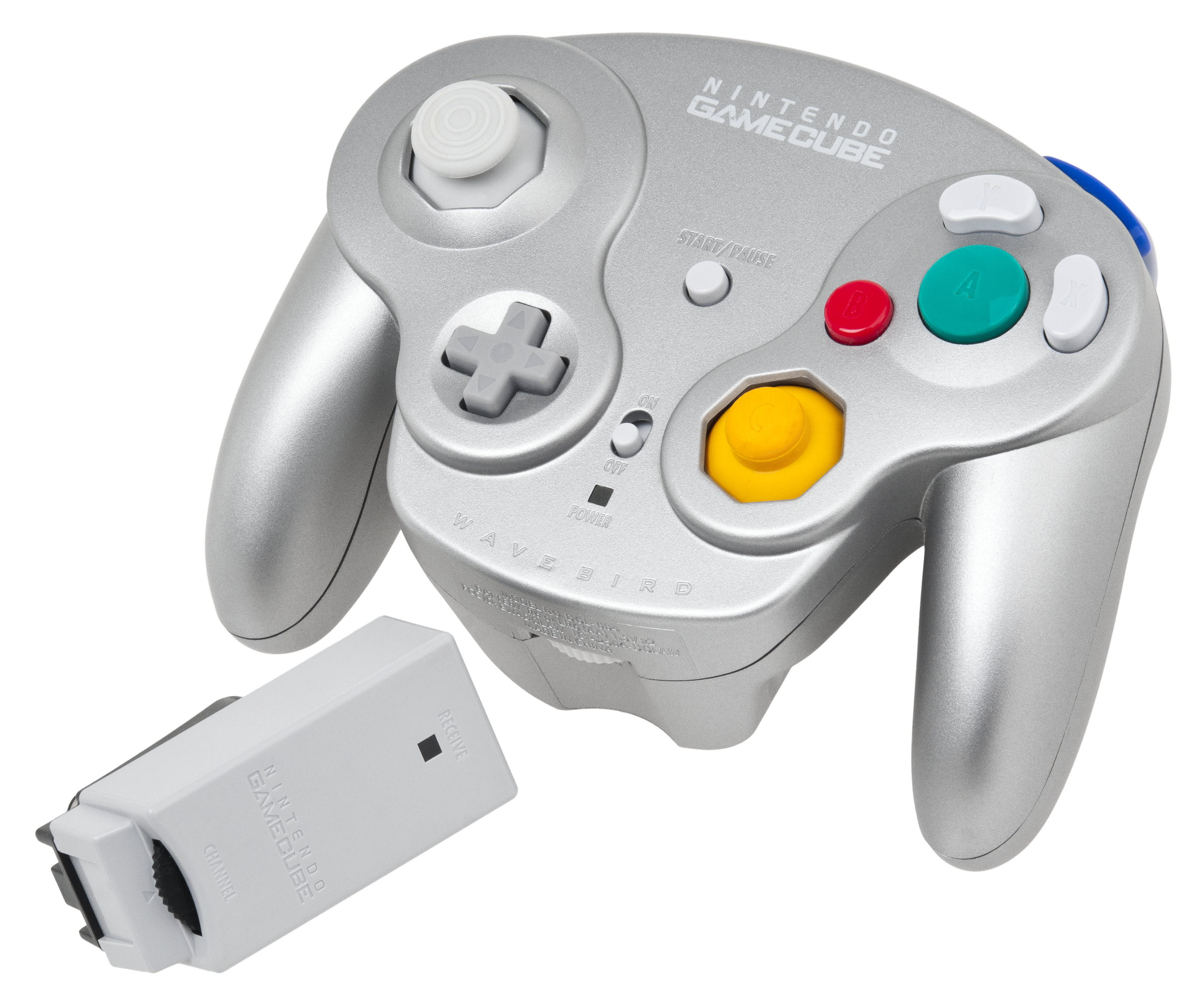
Kabelloser Wavebird-Controller mit Funkempfangseinheit in hellgrau

Layout des Wavebird-Controller

Der Wavebird-Controller (stilisiert als WAVEBIRD, Modellnummer: DOL-004) ist ein Hochfrequenz-basierter Wireless-Controller für den Nintendo GameCube, der bis zu sechs Meter von der Konsole entfernt noch genutzt werden kann. Er verfügt im Gegensatz zum Standard-GameCube-Controller über keine Rumblefunktion und benötigt zum Betrieb zwei AA-Batterien, die laut Nintendo bis zu 100 Stunden halten sollen und verfügt über dasselbe Button-Layout wie der originale Nintendo-GameCube-Controller. Der Wavebird-Controller kommuniziert über eine Funkeinheit (Modellnummer: DOL-005), die über einen der vier Controller-Ports am Nintendo GameCube angeschlossen werden kann. Es können bis zu 16 Kanäle eingestellt werden, damit es z. B. bei einer LAN-Party nicht zu Komplikationen kommt. Bislang ist der Wavebird-Controller fast ausschließlich in einer hellgrauen Farbgebung mit weißen Tasten, die beim Standardcontroller grau waren (etwa das Steuerkreuz), verfügbar. Seltener sieht man auch im NTSC-Raum eine „Platinum-Edition“' in Silber des Gerätes.

## Verwendung mit der Nintendo Switch
Mit einem speziellen Adapter von Nintendo ist es möglich, einen GameCube-Controller mit der Nintendo Switch zu verwenden, einen Wavebird-Controller allerdings nicht.